# Gentry Lee
Bert Gentry Lee (n. 1942) es el ingeniero jefe de la Dirección de Sistemas de Vuelo Planetario en el Laboratorio de Propulsión a Chorro en Estados Unidos y también escritor de ciencia ficción. 
Fue coordinador general de las misiones mellizas de exploración de Marte que aterrizaron en enero del 2004, el Mars Reconnaissance Orbiter (MRO) en el 2006, y las misiones Deep Impact y Stardust. También fue jefe de ingeniería del proyecto Galileo en el período 1977–1988 y director de análisis de ciencia y planificación de misión durante los proyectos Viking.
Como autor es conocido por su coescritura, con Arthur C. Clarke, de los libros Cradle en 1989, Rama II en 1989, El jardín de Rama en 1991 y Rama revelada en 1993. Colaboró con Carl Sagan en la serie de 1980 Cosmos.